# Linaria iconia
Linaria iconia är en grobladsväxtart som beskrevs av Pierre Edmond Boissier och Heldr.. Linaria iconia ingår i släktet sporrar, och familjen grobladsväxter. Inga underarter finns listade i Catalogue of Life.